# The Very Best of Elton John
The Very Best of Elton John (englisch für „Das Allerbeste von Elton John“) ist ein Best-of-Album des britischen Sängers Elton John. Es erschien am 1. Oktober 1990 als Doppelalbum über die Labels The Rocket Record Company und Phonogram. Mit über einer Million verkauften Exemplaren zählt es zu den meistverkauften Musikalben in Deutschland. In den Vereinigten Staaten wurde das Album nicht veröffentlicht.

## Inhalt
Die auf dem Album enthaltenen Lieder sind größtenteils Singles, die aus zuvor veröffentlichten Alben des Sängers ausgekoppelt wurden. So stammen vier Songs aus Goodbye Yellow Brick Road (1973). Drei Stücke wurden dem Album Too Low for Zero (1983) entnommen, während je zwei Lieder aus Honky Château (1972), Don’t Shoot Me I’m Only the Piano Player (1973), Caribou (1974), A Single Man (1978) und Breaking Hearts (1984) stammen. Jeweils ein Song erschien zuvor auf den Alben Elton John (1970), Captain Fantastic and the Brown Dirt Cowboy (1975), Blue Moves (1976), Jump Up! (1982), Ice on Fire (1985), Reg Strikes Back (1988) und Sleeping with the Past (1989). Die Stücke Lucy in the Sky with Diamonds (1974), Philadelphia Freedom (1975) und Don’t Go Breaking My Heart (1976) waren Non-Album-Singles. Der Titel Pinball Wizard wurde zuvor auf dem Soundtrack zum Film Tommy (1975) veröffentlicht, während You Gotta Love Someone auf dem Soundtrack zum Film Tage des Donners (1990) enthalten war. Zudem ist das zuvor unveröffentlichte Lied Easier to Walk Away auf dem Album vertreten.
Den Studioalben Empty Sky (1969), Tumbleweed Connection (1970), Madman Across the Water (1971), Rock of the Westies (1975), Victim of Love (1979), 21 at 33 (1980), The Fox (1981) und Leather Jackets (1986) wurden dagegen keine Titel entnommen.
Die Songs Pinball Wizard, The Bitch Is Back, I Don’t Wanna Go On with You Like That und Easier to Walk Away sind nicht auf der Schallplattenversion des Albums enthalten.

## Produktion und Gastbeiträge
Die auf The Very Best of Elton John enthaltenen Lieder wurden zum Großteil von den Musikproduzenten Gus Dudgeon und Chris Thomas produziert. Lediglich je zwei Produktionen stammen von Don Was sowie von Clive Franks und Elton John. Als Autoren der Songs fungierten überwiegend Elton John und Bernie Taupin. Der einzige Gastauftritt des Albums stammt von der britischen Sängerin Kiki Dee, die auf Don’t Go Breaking My Heart zu hören ist.

## Covergestaltung
Das Albumcover ist in blauen Farbtönen gehalten und zeigt Elton John, der eine Kopfbedeckung und eine Sonnenbrille trägt. Er hat einen weißen Anzug an und die Hände ineinander gelegt. Links oben im Bild befindet sich der weiße Schriftzug the very best of Elton John. Der Hintergrund ist blau gehalten.

## Titelliste
CD 1
| #      | Titel                                                   | Länge | Album (Jahr)                                       |
| ------ | ------------------------------------------------------- | ----- | -------------------------------------------------- |
| 1      | Your Song                                               | 4:03  | Elton John (1970)                                  |
| 2      | Rocket Man (I Think It’s Going to Be a Long, Long Time) | 4:42  | Honky Château (1972)                               |
| 3      | Honky Cat                                               | 5:15  | Honky Château (1972)                               |
| 4      | Crocodile Rock                                          | 3:58  | Don’t Shoot Me I’m Only the Piano Player (1973)    |
| 5      | Daniel                                                  | 3:56  | Don’t Shoot Me I’m Only the Piano Player (1973)    |
| 6      | Goodbye Yellow Brick Road                               | 3:17  | Goodbye Yellow Brick Road (1973)                   |
| 7      | Saturday Night’s Alright for Fighting                   | 4:57  | Goodbye Yellow Brick Road (1973)                   |
| 8      | Candle in the Wind                                      | 3:51  | Goodbye Yellow Brick Road (1973)                   |
| 9      | Don’t Let the Sun Go Down on Me                         | 5:38  | Caribou (1974)                                     |
| 10     | Lucy in the Sky with Diamonds                           | 6:17  | Single (1974)                                      |
| 11     | Philadelphia Freedom                                    | 5:19  | Single (1975)                                      |
| 12     | Someone Saved My Life Tonight                           | 6:47  | Captain Fantastic and the Brown Dirt Cowboy (1975) |
| 13 (*) | Pinball Wizard                                          | 5:16  | Soundtrack zum Film Tommy (1975)                   |
| 14 (*) | The Bitch Is Back                                       | 3:46  | Caribou (1974)                                     |

CD 2
| #      | Titel                                     | Länge | Album (Jahr)                                |
| ------ | ----------------------------------------- | ----- | ------------------------------------------- |
| 1      | Don’t Go Breaking My Heart (mit Kiki Dee) | 4:32  | Single (1976)                               |
| 2      | Bennie and the Jets                       | 5:21  | Goodbye Yellow Brick Road (1973)            |
| 3      | Sorry Seems to Be the Hardest Word        | 3:51  | Blue Moves (1976)                           |
| 4      | Song for Guy                              | 6:41  | A Single Man (1978)                         |
| 5      | Part-Time Love                            | 3:16  | A Single Man (1978)                         |
| 6      | Blue Eyes                                 | 3:28  | Jump Up! (1982)                             |
| 7      | I Guess That’s Why They Call It the Blues | 4:46  | Too Low for Zero (1983)                     |
| 8      | I’m Still Standing                        | 3:04  | Too Low for Zero (1983)                     |
| 9      | Kiss the Bride                            | 3:56  | Too Low for Zero (1983)                     |
| 10     | Sad Songs                                 | 4:11  | Breaking Hearts (1984)                      |
| 11     | Passengers                                | 3:24  | Breaking Hearts (1984)                      |
| 12     | Nikita                                    | 5:45  | Ice on Fire (1985)                          |
| 13 (*) | I Don’t Wanna Go On with You Like That    | 4:00  | Reg Strikes Back (1988)                     |
| 14     | Sacrifice                                 | 5:08  | Sleeping with the Past (1989)               |
| 15 (*) | Easier to Walk Away                       | 4:25  | zuvor unveröffentlicht                      |
| 16     | You Gotta Love Someone                    | 5:01  | Soundtrack zum Film Tage des Donners (1990) |

(*) Die Lieder Pinball Wizard, The Bitch Is Back, I Don’t Wanna Go On with You Like That und Easier to Walk Away sind nicht auf der Schallplattenversion des Albums enthalten.

## Kommerzieller Erfolg

### Chartplatzierungen und Singles
The Very Best of Elton John stieg am 26. November 1990 auf Platz 44 in die deutschen Albumcharts ein und erreichte zwei Wochen später mit Rang zwei die höchste Platzierung, auf der es sich fünf Wochen hielt. Insgesamt konnte es sich mit Unterbrechungen 48 Wochen lang in den Top 100 halten, davon zwölf Wochen in den Top 10. Die Chartspitze belegte das Album unter anderem im Vereinigten Königreich, in Österreich, der Schweiz, Australien, Neuseeland, Italien, Spanien, Schweden und Norwegen. In den deutschen Jahrescharts 1991 erreichte The Very Best of Elton John Platz elf und im Vereinigten Königreich bereits 1990 Rang vier.
| ChartsChartplatzierungen     | Höchstplatzierung | Wochen |
| ---------------------------- | ----------------- | ------ |
| Deutschland (GfK)            | 2 (48 Wo.)        | 48     |
| Österreich (Ö3)              | 1 (33 Wo.)        | 33     |
| Schweiz (IFPI)               | 1 (30 Wo.)        | 30     |
| Vereinigtes Königreich (OCC) | 1 (117 Wo.)       | 117    |

| ChartsJahrescharts (1990)    | Platzierung |
| ---------------------------- | ----------- |
| Vereinigtes Königreich (OCC) | 4           |

| ChartsJahrescharts (1991) | Platzierung |
| ------------------------- | ----------- |
| Deutschland (GfK)         | 11          |
| Österreich (Ö3)           | 2           |
| Schweiz (IFPI)            | 5           |

Als erste Single des Albums wurde am 8. Oktober 1990 das zuvor auf dem Soundtrack zum Film Tage des Donners enthaltene Lied You Gotta Love Someone ausgekoppelt. Es erreichte Platz 43 in Deutschland und hielt sich 19 Wochen in den Charts. Die zweite Auskopplung Easier to Walk Away erschien im November 1990 und belegte Rang 51 in den deutschen Charts, wobei es sich 19 Wochen in den Top 100 halten konnte.

### Auszeichnungen für Musikverkäufe
The Very Best of Elton John wurde im Jahr 1992 in Deutschland für mehr als eine Million verkaufte Einheiten mit einer doppelten Platin-Schallplatte ausgezeichnet, womit es zu den meistverkauften Musikalben des Landes gehört. Im Vereinigten Königreich erhielt es 1995 für über 2,7 Millionen Verkäufe neunfach-Platin. Laut Auszeichnungen belaufen sich die weltweiten Verkäufe auf mehr als 7,4 Millionen.
| Professionelle Bewertungen | Professionelle Bewertungen |
| -------------------------- | -------------------------- |
| Kritiken                   |                            |
| Quelle                     | Bewertung                  |
| allmusic                   | [ 13 ]                     |

| Land/Region                  | Auszeichnungen für Musikverkäufe (Land/Region, Auszeichnung, Verkäufe) | Verkäufe    |
| ---------------------------- | ---------------------------------------------------------------------- | ----------- |
| Australien (ARIA)            | 6× Platin                                                              | 420.000     |
| Belgien (BRMA)               | 3× Platin                                                              | 150.000     |
| Brasilien (PMB)              | Gold                                                                   | 100.000     |
| Deutschland (BVMI)           | 2× Platin                                                              | 1.000.000   |
| Europa (IFPI)                | 5× Platin                                                              | (5.000.000) |
| Finnland (IFPI)              | Gold                                                                   | 25.000      |
| Frankreich (SNEP)            | Diamant                                                                | 1.000.000   |
| Italien (FIMI)               | Platin                                                                 | 450.000     |
| Japan (RIAJ)                 | Gold                                                                   | 100.000     |
| Neuseeland (RMNZ)            | 9× Platin                                                              | 135.000     |
| Niederlande (NVPI)           | 2× Platin                                                              | 200.000     |
| Norwegen (IFPI)              | 4× Platin                                                              | 200.000     |
| Österreich (IFPI)            | 3× Platin                                                              | 150.000     |
| Schweden (IFPI)              | Platin                                                                 | 100.000     |
| Schweiz (IFPI)               | 4× Platin                                                              | 200.000     |
| Spanien (Promusicae)         | 3× Platin                                                              | 300.000     |
| Vereinigtes Königreich (BPI) | 9× Platin                                                              | 2.700.000   |
| Insgesamt                    | 3× Gold · 52× Platin · 1× Diamant ·                                    | 7.330.000   |

Hauptartikel: Elton John/Auszeichnungen für Musikverkäufe